# Восточная Кордильера (Колумбия)

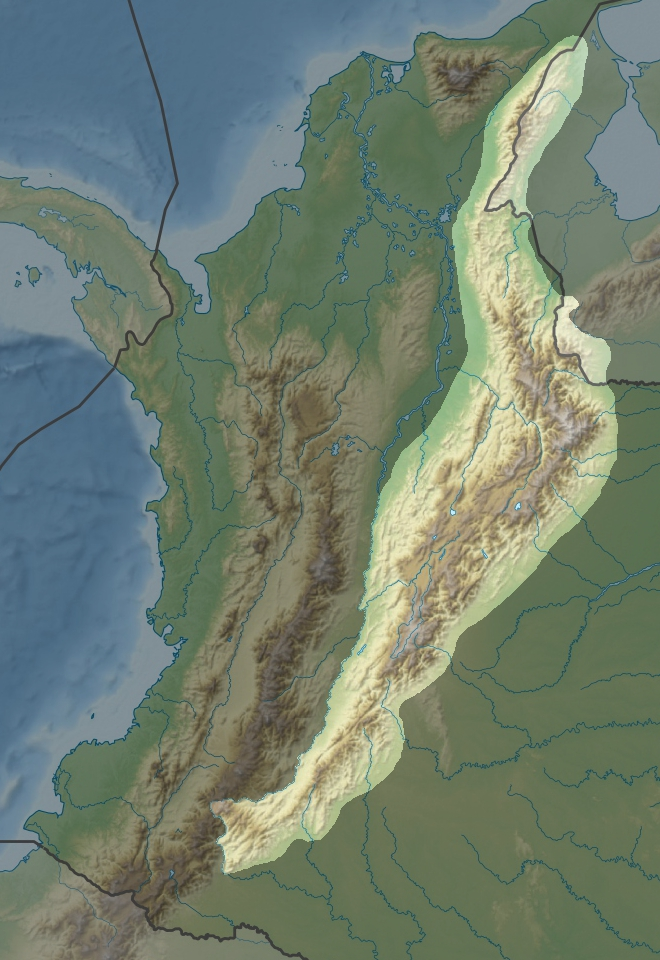

Восто́чная Кордилье́ра (исп. Cordillera Oriental) — крупная система горных хребтов в Колумбии, простирается от 1°30' до 9° с. ш. восточнее Центральной Кордильеры. Часть горной системы Анд.
В центральной (и наиболее широкой) части нередки обширные межгорные котловины, в одной из которых расположена столица Колумбии Богота.